# گالاباوا
گالاباوا (به لاتین: Galabawa) یک منطقهٔ مسکونی در سری‌لانکا است که در استان مرکزی (سری‌لانکا) واقع شده‌است.